# Károly Krémer
Karoly Kremer, né le 8 février 1947 à Nagybaracska (Hongrie), est un footballeur hongrois reconverti entraîneur.

## Biographie
Károly Krémer effectue la majorité de sa carrière de joueur en Belgique au Royal Charleroi SC et au FC Liège notamment, puis en Suisse à l’Étoile Carouge FC, de 1977 à 1979. 
À Carouge, en novembre 1977, Krémer est imposé comme entraîneur par ses coéquipiers qui ont demandé le départ de son prédécesseur.
Avant d'effectuer une pige aux États-Unis, dans le club du Philadelphia Fury.
Il rejoint le club américain dans le dernier tiers de la saison régulière 1979. D’abord titulaire dix fois d’affilée, il perd sa place lors des play-offs.
Karoly Kremer arrive à l'US Orléans à l'automne 1988 pour succéder à Jacky Lemée. Il est rejoint en novembre de la même année par Jean-Baptiste Bordas et forme avec lui un duo qui va apporter une nouvelle philosophie de jeu à l'USO : un football total, en attaquant constamment sans laisser respirer l'adversaire. Le match référence de Kremer à l'USO est le huitième de finale de Coupe de France face au Paris Saint-Germain, le 8 avril 1989. Devant près de 10 000 spectateurs, les Orléanais réussissent un véritable exploit et s'imposent 4-0 au Parc des Princes. Au match retour, au stade de la Source, les deux équipes se quittent sur un match nul 3-3. Malgré cet exploit, l'USO est sorti en quart de finale par l'AS Monaco d'Arsène Wenger (1-2 ; 3-3). Kremer ne reste qu'une seule saison comme entraîneur à Orléans. L'année suivante, il devient manager général du club.
Lors de la saison 1997-1998, Kremer entraîne le club du Budapest Honvéd, dans son pays natal. Critiqué avant même son arrivée pour son peu de crédibilité, Krémer ne débute que quatre matchs sur le banc hongrois. Après deux défaites et une victoire, son équipe menée 3-0 à la mi-temps, il prend sa voiture et laisse son équipe à son sort.

## Palmarès
- Finaliste de la Coupe de la Ligue Pro en 1973 avec le RFC Liège.